# الأميرة أمالي من ساكسونيا
الأميرة أمالي من ساكسونيا (بالإنجليزية: Princess Amalie of Saxony) (و. 1794 – 1870 م) هي كاتبة مسرحية، وكاتبة، وملحنة من ألمانيا. ولدت في دريسدن.
توفيت عن عمر يناهز 76 عاماً.

## روابط خارجية
- الأميرة أمالي من ساكسونيا على موقع ميوزك برينز (الإنجليزية)